# DJ Jazzy Jeff & The Fresh Prince
DJ Jazzy Jeff & The Fresh Prince var ett musiksamarbete mellan DJ:en DJ Jazzy Jeff (Jeffrey A. Townes) och rapparen The Fresh Prince (Will Smith). Deras första singel, Girls Ain’t Nothing But Trouble, släpptes i slutet av 1985.
Med i gruppen fram till 1990 var också Ready Rock C (Clarence Holmes), men han lämnade gruppen då han ansåg Smith tog för stor plats. 1999 stämde Holmes gruppen, eftersom han tyckte han hade rätt till en tredjedel av gruppens tillgångar, men målet lades ner eftersom det blivit preskriberat.
Gruppen fick den första rap-Emmyn någonsin 1989 för låten Parents Just Don't Understand.
Gruppen bildades 1985, då Townes uppträdde på ett party några hus ifrån Smith. Townes saknade sin hype man, men Smith ställde upp och uppträdde tillsammans med Townes. De kände av en sådan kemi, att när Townes hype man slutligen dök upp blev Townes besviken på honom och valde att börja jobba med Will.

## Diskografi

### Album
- 1987 – Rock the House
- 1988 – He’s the DJ, I’m the Rapper
- 1989 – And in This Corner…
- 1991 – Homebase
- 1993 – Code Red
- 1998 – Greatest Hits